# Darmstädter Musikpreis
Der Darmstädter Musikpreis wird seit 2005 verliehen. Auslober sind der Darmstädter Förderkreis Kultur e.V. zusammen mit der Sparkasse Darmstadt. Nominiert werden können Musiker und Komponisten aus dem Darmstädter Umland, aber auch für Musiker, Musikwissenschaftler und Forscher, die an den Darmstädter Musikeinrichtungen (Internationales Musikinstitut, Jazzinstitut Darmstadt, Institut für Neue Musik und Musikerziehung, Akademie für Tonkunst, Musikabteilung der Hess. Universitäts- und Landesbibliothek etc.) arbeiten wollen. Der Preis ist mit 5.000 Euro dotiert.
Der Preis wird nicht öffentlich ausgeschrieben. Die Vorschläge für die jährliche Vergabe kommen ausschließlich aus der Jury. Dieser gehören an: Peter Benz, Oberbürgermeister a. D.; Michael Bode-Böckenhauer, Geschäftsführer Centralstation Darmstadt; Wolfram Knauer, Direktor Jazzinstitut Darmstadt; Cord Meijering, Direktor Akademie für Tonkunst Darmstadt; Martin Lukas Meister, Generalmusikdirektor Staatstheater Darmstadt; Solf Schaefer, ehemaliger Direktor Internationales Musikinstitut Darmstadt; Thomas Schäfer, Direktor Internationales Musikinstitut Darmstadt; Helmut Stütz, Magistratsoberrat, ehemaliger Leiter Kulturamt der Wissenschaftsstadt Darmstadt.

## Preisträger
- 2005: Vibraphonist Christopher Dell
- 2006: Komponistin Karola Obermüller[2]
- 2007: Cellist Isang David Enders
- 2008: Jazzpianist Uli Partheil
- 2009: Kammermusikreihe „Soli fan tutti“
- 2010: Kirchenmusiker Wolfgang Kleber
- 2011: Ensemble Phorminx
- 2012: Jazzbassist und Komponist Jürgen Wuchner
- 2013: Gitarrist Tilman Hoppstock
- 2014: Dirigent Hans Drewanz
- 2015: Pianist Joachim Enders
- 2016: Band Besidos
- 2017: Darmstädter Bigband
- 2018: Nikolaus Heyduck
- 2019: Komponistin Barbara Heller
- 2020: Initiative "Wir für Kultur"
- 2021: Arne Gieshoff
- 2023: Norbert Dömling
- 2024: Sun-Young Nam